# Kirchenstraße 10 (Aletshausen)

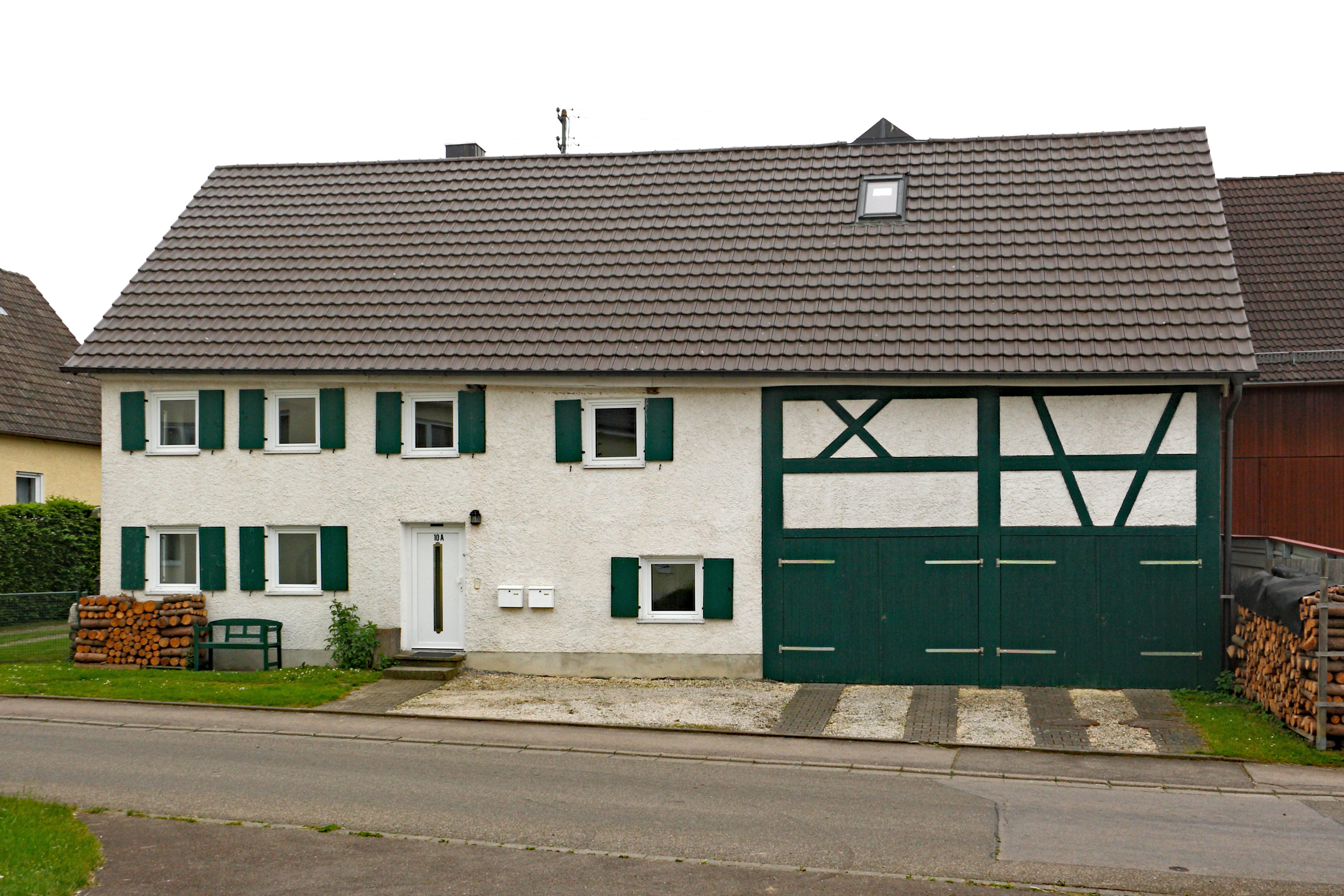
Ehemaliges Bauernhaus Kirchenstraße 10 in Aletshausen

Das Gebäude Kirchenstraße 10 in Aletshausen, einer Gemeinde im schwäbischen Landkreis Günzburg in Bayern, wurde in der zweiten Hälfte des 18. Jahrhunderts errichtet. Das ehemalige Bauernhaus ist ein geschütztes Baudenkmal.
Der zweigeschossige Mitterstallbau hat ein konstruktives Fachwerk im Scheunenteil, das sich an der rechten Seite befindet.